# Territoria
Territoria (tiếng Nga: Территория) là một cuốn tiểu thuyết thám hiểm của nhà văn Oleg Kuvayev, xuất bản lần đầu năm 1975. Được đánh giá là đỉnh cao trong sự nghiệp văn chương của Oleg Kuvayev, câu chuyện đơn giản về cuộc tìm kiếm vàng ở Chukotka những năm 1940 - 1950, tác phẩm đã được phát hành với 3 triệu ấn bản và dịch ra nhiều thứ tiếng: Anh, Pháp, Đức, Tây Ban Nha, Ả Rập, Ba Lan, Nhật Bản, Trung Quốc, Việt Nam. Chỉ riêng ở châu Âu, đã có 17 nhà xuất bản mua bản quyền tác phẩm này.

## Chuyển thể
- Territoria (phim, 1978)